# George Loffhagen
George Loffhagen (ur. 19 kwietnia 2001 w Londynie) – brytyjski tenisista.

## Kariera tenisowa
W 2017 zadebiutował w cyklu ITF Men’s Circuit, a w 2018 w turnieju głównym ATP Challenger Tour. W czerwcu 2023 wziął po raz pierwszy udział w turnieju rangi ATP Tour grając w Eastbourne International.
W 2023 otrzymał dziką kartę na turniej gry pojedynczej podczas Wimbledonu. W pierwszej rundzie przegrał z rozstawionym z numerem 6. Duńczykiem Holgerem Rune.
W rankingu gry pojedynczej najwyżej był na 364. miejscu (19 czerwca 2023), a w zestawieniu gry podwójnej na 1144. pozycji (23 września 2019).